# シュリーランガパトナ条約
シュリーランガパトナ条約（シュリーランガパトナじょうやく、英語：Treaty of Srirangapatna）は、1792年3月18日にインドのシュリーランガパトナにおいて、マイソール王国とイギリス東インド会社、ニザーム王国、マラーター王国との間に結ばれた条約。
シュリーランガパッタナ条約（Treaty of Srirangapattana）とも呼ばれる。
この条約でマイソール王国はトラヴァンコール王国、コーチン王国などを除くケララ地方全域をはじめとするマイール王国の約半分の領土などが取り決められた。

## 概要

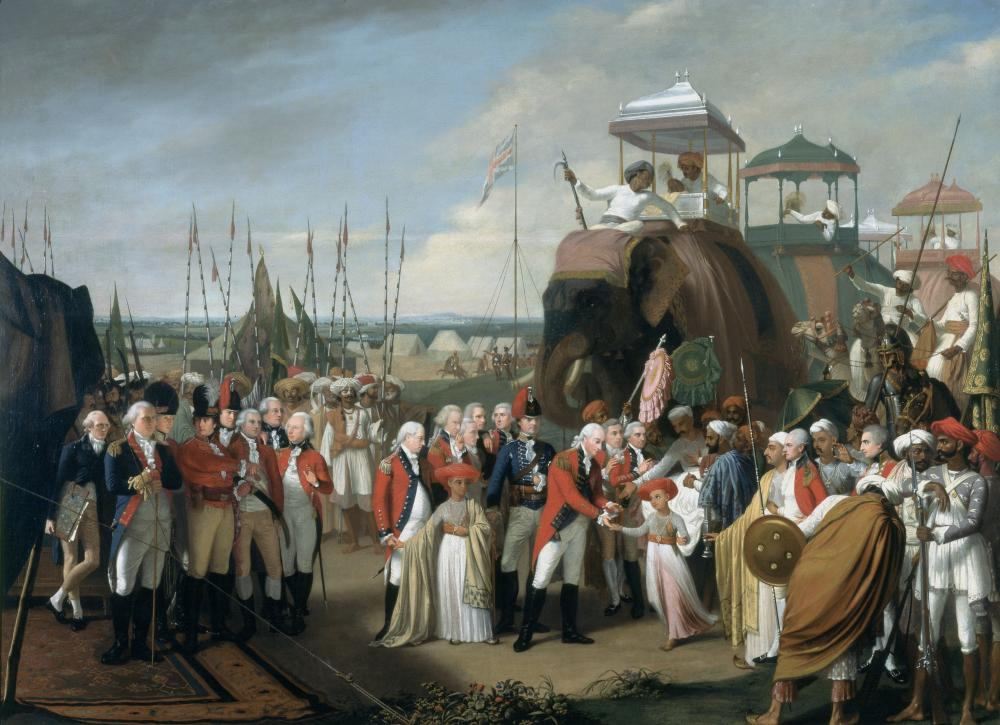
引き渡されるティプー・スルターンの2人の息子とチャールズ・コーンウォリス

1792年2月24日、マイソール王国のティプー・スルターンとイギリス側のチャールズ・コーンウォリスとの間で第三次マイソール戦争の和平が結ばれ、3月18日にシュリーランガパトナ条約を結んだ。
同年3月18日、マイソール王国とイギリスおよびその連合軍であるマラーター王国とニザーム王国との間に和平条約であるシュリーランガパトナ条約が締結された。とはいえ、この条約はマイソール側にとっては非常に厳しいものであった。
まず、ティプー・スルターンは和平を結ぶにあたり降伏を認めなければならず、マイソール王国はイギリス、マラーター王国、ニザーム王国の三者に対し、実にその領土の半分（あるいはそれ以上）を割譲しなければならなかった。これにより、イギリスはマイソール王国のカリカット地方とバーラーマハル地方、ニザーム王国は同国の北部を、マラーター王国は東北部をそれぞれ割譲された。
次に、マイソール王国はイギリスおよび同盟勢力に対し、多額の賠償金を支払わなければならなかった。その額は実に3000万ルピーにも及ぶ高額の賠償金であった。無論、これらの捕虜は全員解放しなければならなかった。
最後に、ティプー・スルターンは高額の賠償金の支払いを保証するため、愛する二人の息子をイギリスに差し出さなければならなかった。彼は息子らが人質として差し出される際、悲痛な気持ちで見送ったのだという。

## 二人の息子のその後

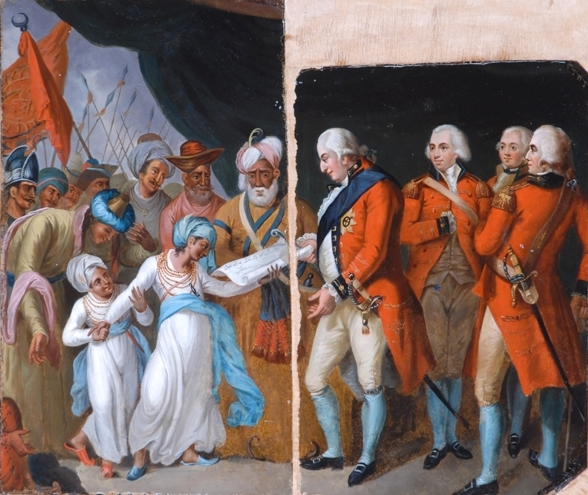
ティプー・スルターンの息子らとコーンウォリス

コーンウォリスは引き渡しのとき、2人の少年が首に大きな真珠の首飾りをまき、ターバンにも真珠で模様がつけられていたこと、立派なブリリアント型の宝石で縁取られたルビーとエメラルドの装飾品を懸けていたことを記録している。
その後、ティプー・スルターンの息子2人はコーンウォリスとともにマドラスへ向かった。
コーンウォリスは部下に対して少年らに丁寧な態度で接するように命じ、自身もまた気遣って対応した。また、彼の手紙には「2人の少年はマナーもよく、一緒にいると実に楽しい」と書いている。
同年10月 、コーンウォリスが本国へと出航する際、二人の少年は釈放を命じた。しかし、保釈金の支払い問題から釈放が送れ、1794年3月29日に2人の少年は首都シュリーランガパトナへと帰還した。